# フランシスコ・バラージョ
フランシスコ・バラージョ（Francisco Antonio Varallo, 1910年2月5日 - 2010年8月30日）は、アルゼンチン・ラプラタ出身の元同国代表サッカー選手。ポジションはフォワード。
1930年、第1回ワールドカップに出場し、準優勝した。1994年にはサッカー選手として最大の栄誉のひとつであるFIFA功労賞を受賞した。2008年にマルティン・パレルモに抜かれるまで、ボカ・ジュニアーズの最多得点記録（181得点）を保持していた。第1回ワールドカップに出場（かつ決勝に出場）した選手で最後の存命者だった。

## 経歴
1930年の第1回ワールドカップ後、ボカ・ジュニアーズに移籍して1939年までプレーした。1931年・1934年・1935年の3回のリーグ優勝を経験し、1933年には34得点でリーグ得点王になった。南アメリカ全体を見渡してもトップスコアラーだった。ボカに在籍した9年間で222試合に出場して194得点し、プロ化してからのボカの最多得点者になった。アマチュア時代にプレーしていたロベルト・チェロとドミンゴ・タラスコーニの記録を超えた。1930年代には、ロベルト・チェロとデルフィン・ベニテス・カセレスという、ともにボカで100得点を達成した名選手と強い信頼関係があった。1938年は深刻な膝の怪我により1試合にしか出場できなかったが、翌年はもっと頻繁にプレーした。1940年、30歳で現役引退した。リーグ戦181得点という記録は2009年にマルティン・パレルモに抜かれるまで60年以上も保持し続けた。
1937年にはアルゼンチン代表としてコパ・アメリカで優勝した。2-1でチリを破った際の2得点も含め、大会中に3得点した。
2010年8月30日死去。100歳没。ナショナルチームに選ばれた事があり、かつ国際Aマッチに参加した事があるサッカー選手の中で100歳に達したのは、生没年月日が不詳な者を除いて、2015年現在、バラージョただ一人である。

## タイトル

### クラブ
ヒムナシア・ラ・プラタ
- プリメーラ・ディビシオン : 1929

ボカ・ジュニアーズ
- プリメーラ・ディビシオン : 1931, 1934, 1935

### 代表
アルゼンチン代表
- コパ・アメリカ : 1937

### 個人
- プリメーラ・ディビシオン得点王 : 1933
- FIFA功労賞 : 1994